# Chłonkomocz
Chłonkomocz, chyluria – obecność chłonki w moczu. Mocz ma wówczas mleczną barwę.
Najczęstszą przyczyną chłonkomoczu są wady rozwojowe układu limfatycznego, zamknięcie dróg chłonnych przez pasożyty lub proces rozrostowy, albo pourazowe lub jatrogenne uszkodzenie dróg chłonnych. Najczęstszą przyczyną chłonkomoczu są filariozy. 